# Achrioptera
Achrioptera (лат.) — род насекомых из отряда привиденьевых. Почти все виды являются эндемиками Мадагаскара и близлежащих островов, только один вид распространен в Африке. Несмотря на свою яркую окраску, виды этого рода эффективно маскируются под колючие веточки и палочки.

## Виды
В роде Achrioptera 13 видов:
- Achrioptera cliquennoisi Hennemann & Conle, 2004 — Мадагаскар;
- Achrioptera fallax Coquerel, 1861 — эндемик Северного Мадагаскара;
- Achrioptera gracilis Hennemann & Conle, 2004 — эндемик Мадагаскара;
- Achrioptera griveaudi Paulian, 1960 — эндемик Коморских островов[4];
- Achrioptera hugeli Cliquennois, 2021 — эндемик Коморских островов;
- Achrioptera impennis Redtenbacher, 1908 — эндемик Мадагаскара;
- Achrioptera lobipes (Rehn, 1940) — эндемик Мадагаскара;
- Achrioptera magnifica Hennemann & Conle, 2004 — эндемик Мадагаскара;
- Achrioptera manga Glaw, Hawlitschek, Dunz, Goldberg & Bradler, 2019 — эндемик Мадагаскара[3]
- Achrioptera maroloko Glaw, Hawlitschek, Dunz, Goldberg & Bradler, 2019 — эндемик Мадагаскара[3]
- Achrioptera punctipes — Африка и Мадагаскар;
- Achrioptera pygmaea Redtenbacher, 1908 — эндемик Мадагаскара;
- Achrioptera spinosissima (Kirby, 1891) — эндемик Мадагаскара.

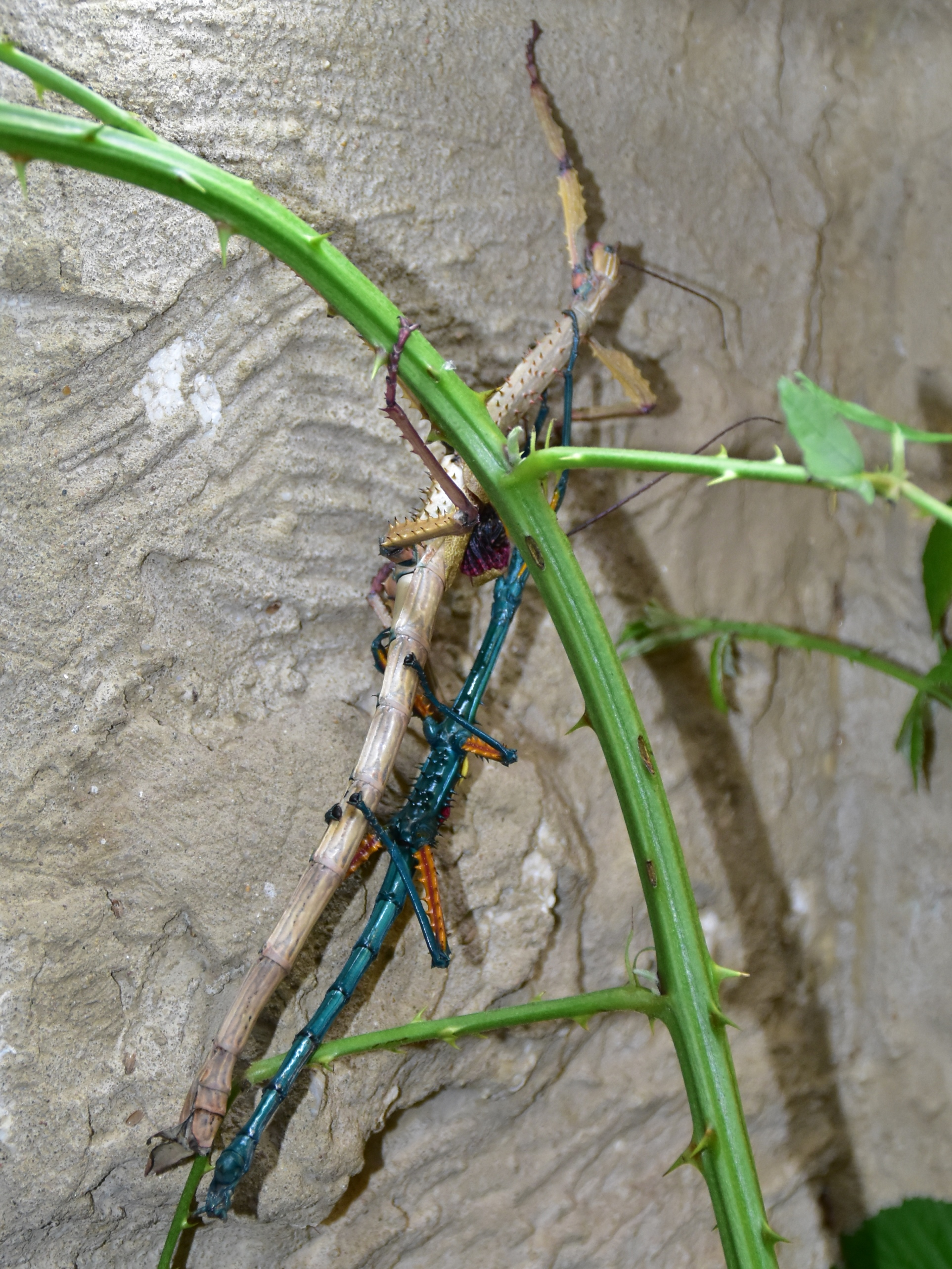
Самец и самка Achrioptera fallax